# Pentax K (фотоаппарат)
Asahi Pentax K (Tower 29 в США, Asahi Pentar K в ЮАР) — малоформатный однообъективный зеркальный фотоаппарат, производившийся фирмой Asahi Optical в течение 1958 года в чёрно-серебристом исполнении. Впервые камера была представлена широкой публике на выставке Photokina-58. Всего было выпущено около 21 454 камер этой модели после чего камера была снята с производства в том же году уступив место обновлённой модели Pentax S2. Модель K была, по сути, камерой Pentax S с некоторыми усовершенствованиями.

## Отличия от камеры-предшественницы Pentax S

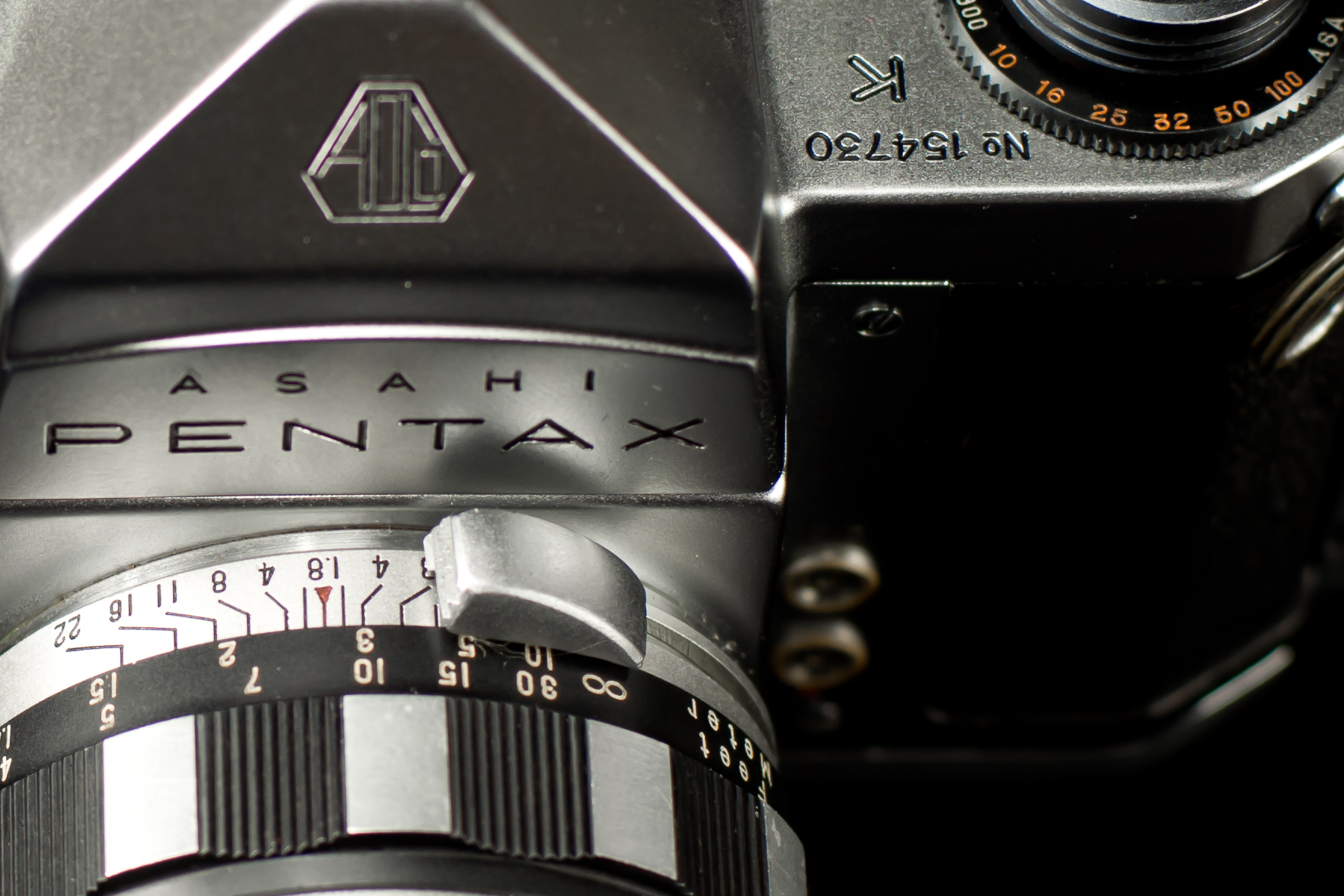
Asahi Pentax K. Рычаг взвода полуавтоматической диафрагмы

Штатный объектив Auto-Takumar 55мм 1:1,8 оснащён прыгающей диафрагмой с предварительным взводом. При срабатывании механизма она закрывалась до рабочего значения, предустановленного кольцом. После съёмки каждого кадра фотограф должен был вновь открывать её специальным поводком на оправе. Нововведение позволяло производить наводку на резкость при открытой диафрагме, что упрощало задачу (особенно в условиях недостаточной освещенности).

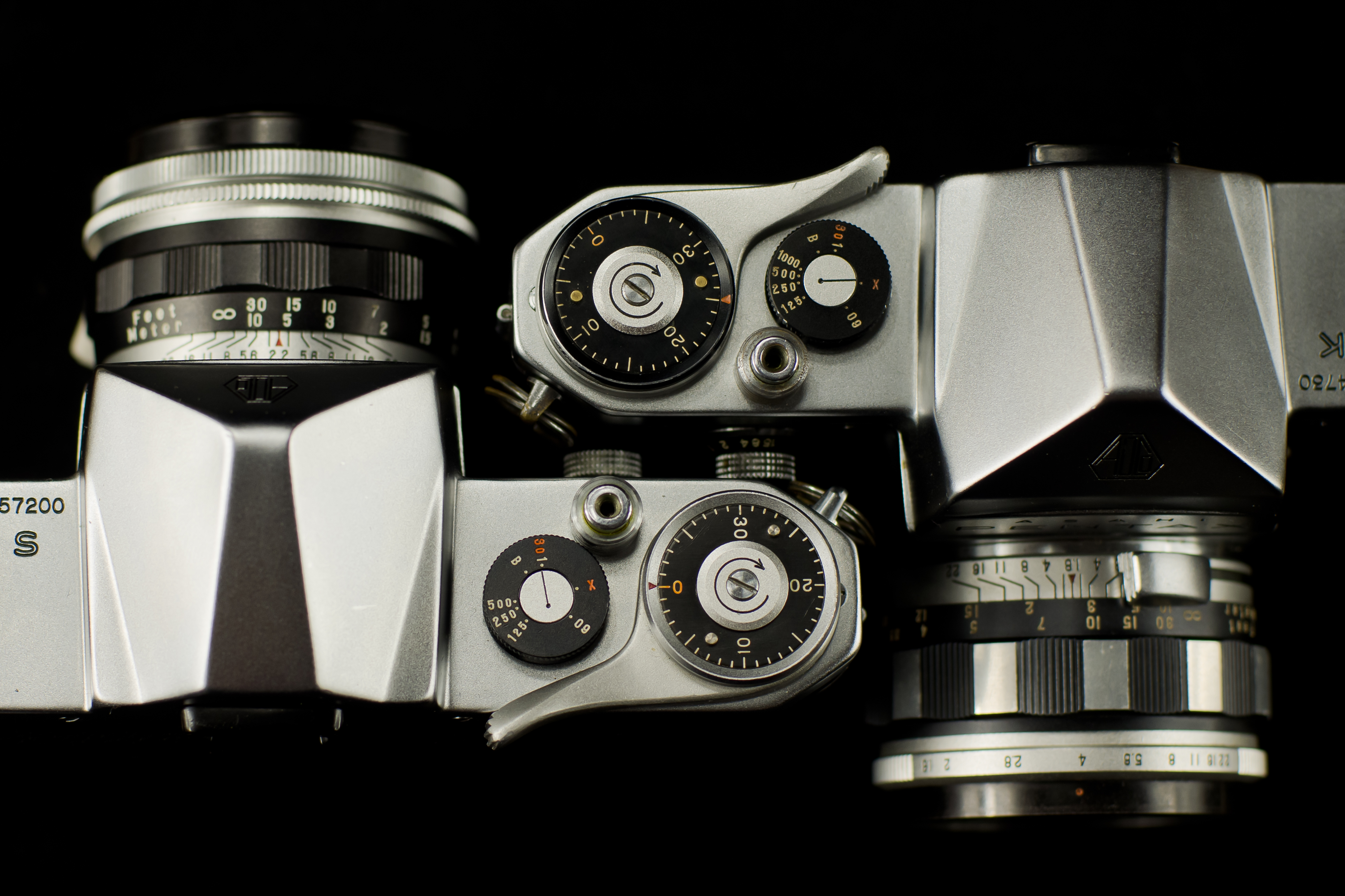
Asahi Pentax K. Появилась выдержка в 1/1000 сек.

Затвор камеры этой модели мог отрабатывать выдержку в 1/1000 сек. В остальном изменений в затворе не было. по-прежнему устанавливались парой дисков.
Длинные (1/30, 1/15, 1/8, 1/4, 1/2, 1 с) и T задавались головкой на передней панели камеры (в будущем это место стало классическим для автоспуска), а короткие (1/1000, 1/500, 1/125, 1/60, 1/30 с) и B — головкой на верхней панели. Для работы с одной из головок вторую необходимо было перевести в положение «30».

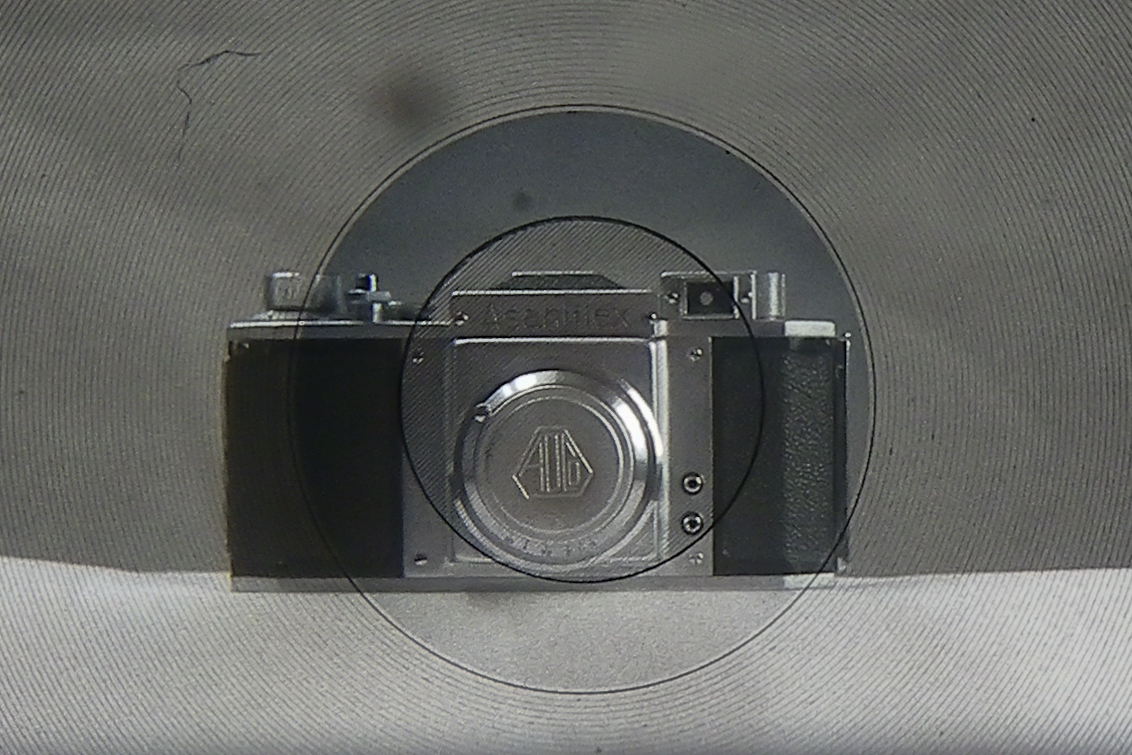
Фокусировочный экран Asahi Pentax K.

Фокусировочный экран впервые для фирмы был оснащён окружностью с микропризмами.
В остальном камера полностью повторяла предшественницу: имела защиту от двойного экспонирования кадра, взвод механического фокального затвора с горизонтальным ходом матерчатых шторок осуществлялся рычагом позаимствованным у Asahi Pentax. Сохранилась и пара синхроконтактов FP и X.

## Совместимость
«Asahi Pentax K» совместим с любыми объективами с резьбой M37×1 (с помощью адаптера) или M42×1 с рабочим отрезком 45,5 мм.